# Lotononis comptonii
Lotononis comptonii är en ärtväxtart som beskrevs av B.-e.van Wyk. Lotononis comptonii ingår i släktet Lotononis och familjen ärtväxter. Inga underarter finns listade i Catalogue of Life.